# Lista episcopilor Romei socotiți sfinți în Biserica Ortodoxă

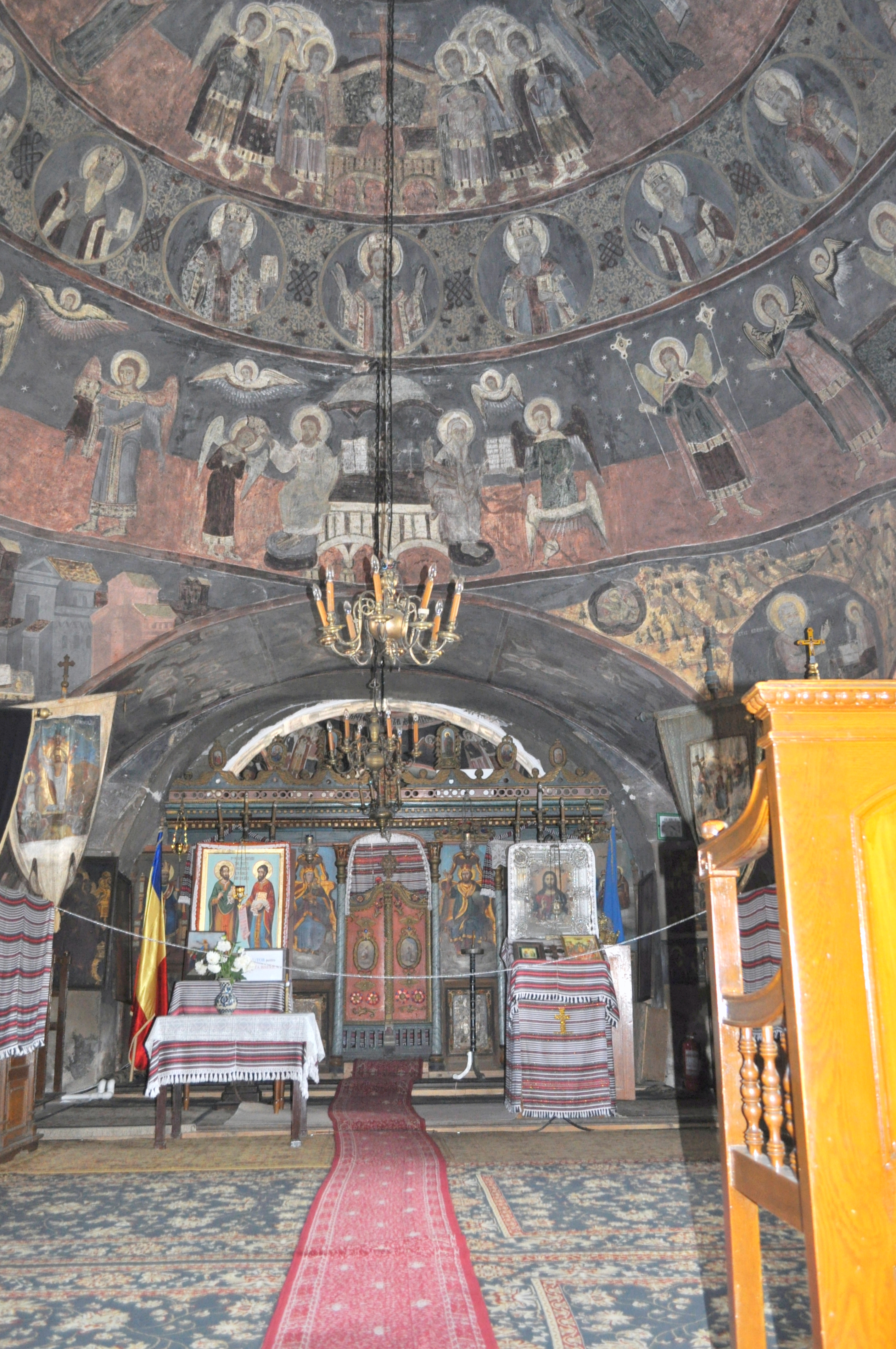
Iisus Hristos înconjurat de papii Romei, medalioane din Biserica Sfânta Treime din Sibiel (sec. al XVIII-lea)

Papa Romei este episcopul și patriarhul Romei și liderul spiritual al Bisericii Romano-Catolice și al bisericilor Catolice de Rit Estic (printre care și Biserica Greco-Catolică), care formează împreună Biserica Catolică.
La început succesorii sfântului Petru erau numiți doar episcopi ai Romei. Titlul de „papă” a intrat în folosință cu câteva secole mai târziu. 
Aceasta este o listă a episcopilor Romei considerați sfinți în Biserica Ortodoxă.
| Nume                    | Pontificat | Note | Fotografie |
| ----------------------- | ---------- | --- | ---------- |
| Papa Clement I          | 88-97      | Sfântul Clement a murit ca martir, fiind legat de o ancoră și înecat în Marea Neagră. Este sărbătorit pe 23 noiembrie.                              |            |
| Papa Alexandru I        | 105-115    | Conform tradiției, îi este atribuită instituirea apei binecuvântate (agheasmă) care este de folosit în biserici și în casele creștinilor.           |            |
| Papa Telesfor           | 125-136    | În primele liste de episcopi ai Romei apare pe locul al 7-lea pe lista de la Petru și pe locul al 8-lea pe lista care îl consideră papă pe Petru I. |            |
| Papa Fabian             | 236-250    | Sărbătorit pe 20 ianuarie în calendarul latin, pe 5 august în cel bizantin.                                                                         |            |
| Papa Ștefan I           | 254-257    | Este celebrat la 2 august. |            |
| Papa Sixt al II-lea     | 257-258    | Este sărbătorit în Biserica Ortodoxă pe 10 august, împreună cu diaconul Laurențiu.                                                                  |            |
| Papa Marcelin           | 296-304    | |            |
| Papa Marcel I           | 308-309    | înmormântat în cimitirul Sfânta Priscila; este comemorat pe 16 ianuarie.                                                                            |            |
| Papa Silvestru I        | 314-335    | Sărbătorit în calendarul ortodox pe 2 ianuarie |            |
| Papa Liberiu            | 352-366    | |            |
| Papa Celestin I         | 422-432    | |            |
| Papa Leon I cel Mare    | 440-461    | Sărbătorit în calendarul ortodox pe 18 februarie |            |
| Papa Agapet I           | 535-536    | |            |
| Papa Grigore I cel Mare | 590-604    | Este recunoscut ca sfânt imediat după moartea sa, atât în Biserica Romano-Catolică (3 septembrie) cât și în Biserica Ortodoxă (12 martie).          |            |
| Papa Teodor I           | 642-649    | |            |
| Papa Martin I           | 649-655    | |            |
| Papa Agaton             | 678-681    | Numele lui înseamnă „cel bun” (greacă) |            |
| Papa Sisiniu            | 708        | Cu cele 21 de zile de pontificat, Sisiniu este al 4-lea papă din lista papilor cu pontificate scurte.                                               |            |